# Terrorysta (film)
Terrorysta (ang. Ticker) – amerykański film sensacyjny z 2001 roku.

## Treść
Policjant sekcji antynarkotykowej, Ray Nettles, traci swojego partnera, który ginie w zamachu bombowym. Chce za wszelką cenę wziąć udział w śledztwie, mającym wykryć sprawcę. Nawiązuje współpracę z Frankiem Glassem, dowódcą oddziału saperów. Okazuje się, że mordercą jest Alex Swan, niezwykle inteligentny konstruktor ładunków wybuchowych. Ray dowiaduje się, że Swan planuje zamach na niespotykaną skalę.

## Obsada
- Tom Sizemore – Ray Nettles
- Dennis Hopper – Alex Swan
- Steven Seagal – Frank Glass
- Nasir bin Olu Dara Jones – Art „Fuzzy” Rice
- Jaime Pressly – Claire Manning
- Norbert Weisser – Dugger
- Rozonda „Chilli” Thomas – Lily